# Svenska mästerskapen i fälttävlan 1992
Svenska mästerskapen i fälttävlan 1992 avgjordes i Flyinge, Revingehed . Tävlingen var den 42:e upplagan av Svenska mästerskapen i fälttävlan.

## Resultat
| Placering | Ryttare             | Häst               |
| --------- | ------------------- | ------------------ |
| 1         | Hans Delling        | Stubin x           |
| 2         | Erling Johansson    | Ayla               |
| 3         | Regina Lamprecht    | Flash              |
| 4         | Jenny Hultbom       | La Femme           |
| 5         | Christian Persson   | Morning Phantasy x |
| 6         | Jaqueline Rundström | Surprice           |